# Lauritz Schoof
Lauritz Schoof, né le 7 octobre 1990 à Rendsburg, est un rameur d'aviron allemand.

## Palmarès

### Jeux olympiques
- 2012 à Londres,  Royaume-Uni
  -  Médaille d'or en quatre de couple

### Championnats du monde
- 2011 à Bled,  Slovénie
  -  Médaille d'argent en quatre de couple